# Eurya brassii
Eurya brassii är en tvåhjärtbladig växtart. Eurya brassii ingår i släktet Eurya och familjen Pentaphylacaceae.

## Underarter
Arten delas in i följande underarter:
- E. b. apiculata
- E. b. brassii
- E. b. glabra
- E. b. psilocladus
- E. b. subrotunda